# Mike Young (animador)
Michael Young (Barry, 1956) é um produtor de animação para televisão norte-americano nascido no País de Gales, vencedor dos prémios Emmy e BAFTA, e co-fundador dos estúdios de animação Kalato Ltd e Mike Young Productions. Dentre suas produções contam Jakers! As Aventuras de Piggley Winks, Toddworld, Clifford, dentre outras.